# 城阳镇 (莒县)
城陽鎮是中國山东省日照市莒县中部的一個鎮。辖67个行政村，总面积52.33平方千米，总人口5.38万，位于莒县县城驻地。
有206国道、胶新铁路通过。